# Championnats d'Europe de patinage artistique 1973
Navigation
Édition précédente Édition suivante
Les championnats d'Europe de patinage artistique 1973 ont lieu du 6 au 11 février 1973 à la Eissporthalle de Cologne en Allemagne de l'Ouest.
À partir de cette saison 1972/1973, un programme court est ajouté aux compétitions des catégories individuelles masculine et féminine, en plus des figures imposées et du programme libre.

## Qualifications
Les patineurs sont éligibles à l'épreuve s'ils représentent une nation européenne membre de l'Union internationale de patinage (International Skating Union en anglais). Les fédérations nationales sélectionnent leurs patineurs en fonction de leurs propres critères.
Sur la base des résultats des championnats d'Europe 1972, l'Union internationale de patinage autorise chaque pays à avoir de une à trois inscriptions par discipline. 

## Podiums
| Épreuves                            | Or                                       | Argent                              | Bronze                            |
| ----------------------------------- | ---------------------------------------- | ----------------------------------- | --------------------------------- |
| Messieurs résultats détaillés       | Ondrej Nepela                            | Sergueï Tchetveroukhine             | Jan Hoffmann                      |
| Dames résultats détaillés           | Christine Errath                         | Jean Scott                          | Karin Iten                        |
| Couples résultats détaillés         | Irina Rodnina / Aleksandr Zaïtsev        | Lioudmila Smirnova / Alexeï Oulanov | Almut Lehmann / Herbert Wiesinger |
| Danse sur glace résultats détaillés | Lioudmila Pakhomova / Alexander Gorshkov | Angelika Buck / Erich Buck          | Hilary Green / Glyn Watts         |

## Tableau des médailles
| Rang  | Nation               | Or | Argent | Bronze | Total |
| ----- | -------------------- | -- | ------ | ------ | ----- |
| 1     | Union soviétique     | 2  | 2      | 0      | 4     |
| 2     | Allemagne de l'Est   | 1  | 0      | 1      | 2     |
| 3     | Tchécoslovaquie      | 1  | 0      | 0      | 1     |
| 4     | Allemagne de l'Ouest | 0  | 1      | 1      | 2     |
| 4     | Royaume-Uni          | 0  | 1      | 1      | 2     |
| 6     | Suisse               | 0  | 0      | 1      | 1     |
| Total | Total                | 4  | 4      | 4      | 12    |

## Détails des compétitions

### Messieurs
| Rang | Nom                     | Nation               | Places | Points | Fig. impo. | Prog. court | Prog. libre |
| ---- | ----------------------- | -------------------- | ------ | ------ | ---------- | ----------- | ----------- |
| 1    | Ondrej Nepela           | Tchécoslovaquie      |        |        |            |             |             |
| 2    | Sergueï Tchetveroukhine | Union soviétique     |        |        |            |             |             |
| 3    | Jan Hoffmann            | Allemagne de l'Est   |        |        |            |             |             |
| 4    | John Curry              | Royaume-Uni          |        |        |            |             |             |
| 5    | Sergueï Volkov          | Union soviétique     |        |        |            |             |             |
| 6    | Yuri Ovtchinnikov       | Union soviétique     |        |        |            |             |             |
| 7    | László Vajda            | Hongrie              |        |        |            |             |             |
| 8    | Jacques Mrozek          | France               |        |        |            |             |             |
| 9    | Daniel Höner            | Suisse               |        |        |            |             |             |
| 10   | Zdeněk Pazdírek         | Tchécoslovaquie      |        |        |            |             |             |
| 11   | František Pechar        | Tchécoslovaquie      |        |        |            |             |             |
| 12   | Erich Reifschneider     | Allemagne de l'Ouest |        |        |            |             |             |
| 13   | Günther Hilgarth        | Autriche             |        |        |            |             |             |
| 14   | Michael Fish            | Royaume-Uni          |        |        |            |             |             |
| 15   | Robin Cousins           | Royaume-Uni          |        |        |            |             |             |
| 16   | Jacek Tascher           | Pologne              |        |        |            |             |             |
| 17   | Rolando Bragaglia       | Italie               |        |        |            |             |             |
| 18   | Gheorghe Fazekas        | Roumanie             |        |        |            |             |             |
| 19   | Rob Ouwerkerk           | Pays-Bas             |        |        |            |             |             |
| 20   | Silvo Svajger           | Yougoslavie          |        |        |            |             |             |

### Dames
| Rang    | Nom                 | Nation               | Places | Points | Fig. impo. | Prog. court | Prog. libre |
| ------- | ------------------- | -------------------- | ------ | ------ | ---------- | ----------- | ----------- |
| 1       | Christine Errath    | Allemagne de l'Est   |        |        |            |             |             |
| 2       | Jean Scott          | Royaume-Uni          |        |        |            |             |             |
| 3       | Karin Iten          | Suisse               |        |        |            |             |             |
| 4       | Liana Drahová       | Tchécoslovaquie      |        |        |            |             |             |
| 5       | Gerti Schanderl     | Allemagne de l'Ouest |        |        |            |             |             |
| 6       | Dianne de Leeuw     | Pays-Bas             |        |        |            |             |             |
| 7       | Maria McLean        | Royaume-Uni          |        |        |            |             |             |
| 8       | Anett Pötzsch       | Allemagne de l'Est   |        |        |            |             |             |
| 9       | Cinzia Frosio       | Italie               |        |        |            |             |             |
| 10      | Sonja Balun         | Autriche             |        |        |            |             |             |
| 11      | Marina Sanaya       | Union soviétique     |        |        |            |             |             |
| 12      | Marie-Claude Bierre | France               |        |        |            |             |             |
| 13      | Susanne Altura      | Autriche             |        |        |            |             |             |
| 14      | Tatiana Oleneva     | Union soviétique     |        |        |            |             |             |
| 15      | Lise-Lotte Öberg    | Suède                |        |        |            |             |             |
| 16      | Helena Gazvoda      | Yougoslavie          |        |        |            |             |             |
| 17      | Manuele Bertele     | Italie               |        |        |            |             |             |
| 18      | Tarja Nasi          | Finlande             |        |        |            |             |             |
| 19      | Sophie Verlaan      | Pays-Bas             |        |        |            |             |             |
| 20      | Urszula Zielińska   | Pologne              |        |        |            |             |             |
| 21      | Ágnes Erős          | Hongrie              |        |        |            |             |             |
| 22      | Hanne Jensen        | Danemark             |        |        |            |             |             |
| Abandon | Donna Walter        | Suisse               |        |        |            |             |             |

### Couples
| Rang | Nom                                 | Nation               | Places | Points | Prog. court | Prog. libre |
| ---- | ----------------------------------- | -------------------- | ------ | ------ | ----------- | ----------- |
| 1    | Irina Rodnina / Aleksandr Zaïtsev   | Union soviétique     |        |        |             |             |
| 2    | Lioudmila Smirnova / Alexeï Oulanov | Union soviétique     |        |        |             |             |
| 3    | Almut Lehmann / Herbert Wiesinger   | Allemagne de l'Ouest |        |        |             |             |
| 4    | Manuela Groß / Uwe Kagelmann        | Allemagne de l'Est   |        |        |             |             |
| 5    | Irina Tcherniaïeva / Vassili Blagov | Union soviétique     |        |        |             |             |
| 6    | Romy Kermer / Rolf Österreich       | Allemagne de l'Est   |        |        |             |             |
| 7    | Karin Kunzle / Christian Kunzle     | Suisse               |        |        |             |             |
| 8    | Florence Cahn / Jean-Roland Racle   | France               |        |        |             |             |
| 9    | Ursula Nemec / Michael Nemec        | Autriche             |        |        |             |             |
| 10   | Teresa Skrzek / Piotr Sczypa        | Pologne              |        |        |             |             |
| 11   | Corinna Halke / Eberhard Rausch     | Allemagne de l'Ouest |        |        |             |             |
| 12   | Ilona Urbanova / Alex Zach          | Tchécoslovaquie      |        |        |             |             |

### Danse sur glace
| Rang | Nom                                      | Nation               | Places | Points | Danses imposées | Danse libre |
| ---- | ---------------------------------------- | -------------------- | ------ | ------ | --------------- | ----------- |
| 1    | Lioudmila Pakhomova / Aleksandr Gorchkov | Union soviétique     |        |        |                 |             |
| 2    | Angelika Buck / Erich Buck               | Allemagne de l'Ouest |        |        |                 |             |
| 3    | Hilary Green / Glyn Watts                | Royaume-Uni          |        |        |                 |             |
| 4    | Janet Sawbridge / Peter Dalby            | Royaume-Uni          |        |        |                 |             |
| 5    | Tatiana Voitiuk / Viacheslav Zhigalin    | Union soviétique     |        |        |                 |             |
| 6    | Diana Skotnická / Martin Skotnický       | Tchécoslovaquie      |        |        |                 |             |
| 7    | Irina Moiseeva / Andrei Minenkov         | Union soviétique     |        |        |                 |             |
| 8    | Matilde Ciccia / Lamberto Ceserani       | Italie               |        |        |                 |             |
| 9    | Rosalind Druce / David Barker            | Royaume-Uni          |        |        |                 |             |
| 10   | Krisztina Regőczy / András Sallay        | Hongrie              |        |        |                 |             |
| 11   | Anne-Claude Wolfers / Roland Mars        | France               |        |        |                 |             |
| 12   | Teresa Weyna / Piotr Bojańczyk           | Pologne              |        |        |                 |             |
| 13   | Sylvia Fuchs / Michael Fuchs             | Allemagne de l'Ouest |        |        |                 |             |
| 14   | Astrid Kopp / Axel Kopp                  | Allemagne de l'Ouest |        |        |                 |             |
| 15   | Ewa Kołodziej / Tadeusz Góra             | Pologne              |        |        |                 |             |
| 16   | Gerda Bühler / Mathis Bächi              | Suisse               |        |        |                 |             |
| 17   | Claude Couste / Eric Couste              | France               |        |        |                 |             |